# Primera Federación
Die Primera Federación (in der ersten Saison Primera División RFEF) ist seit der Saison 2021/22 die dritthöchste Spielklasse im Ligasystem des spanischen Fußballs. Sie wird von der Real Federación Española de Fútbol geleitet und ist semiprofessionell. Sie liegt unter den beiden professionellen Ligen, der Primera División und der Segunda División, sowie über der Segunda Federación und der Tercera Federación.

## Geschichte
Im Jahr 2020 kündigte der Königlich-spanische Fußballverband die Schaffung einer neuen semiprofessionellen Liga an, die die neue dritte Ligenstufe in Spanien werden soll. Die damalige semiprofessionelle dritte Liga Segunda División B wurde durch die Primera División RFEF ersetzt.
Zur Saison 2022/23 wurde die Liga in Primera Federación umbenannt.

## Gliederung
Die Primera Federación besteht aus insgesamt 40 Vereinen, die in zwei Gruppen von 20 Mannschaften aufgeteilt sind, die nach geografischen Gesichtspunkten eingeteilt werden. In der ersten Saison werden 4 Teams aus der Segunda División absteigen und die restlichen qualifizieren aus der Segunda División B. Wie die anderen spanischen Ligen findet sie jährlich statt. Sie beginnt Ende August oder Anfang September und endet im Mai oder Juni des folgenden Jahres. Die zwanzig Mannschaften in jeder Gruppe spielen je einmal zu Hause und auswärts – insgesamt 38 Spiele. Am Ende der Saison qualifizieren sich die sieben Teams, die in jeder Gruppe die meisten Punkte sammeln, mit Ausnahme der Reserveteams, für die nächste Ausgabe der Copa del Rey. Am Ende der Saison werden insgesamt vier Teams in die zweite Liga aufsteigen (die beiden Meister direkt, die zwei anderen durch Aufstiegs-Playoffs), während die untersten fünf in jeder Gruppe in die vierte Liga absteigen.

## Reservemannschaften
Reservemannschaften können an der Primera Federación teilnehmen, wenn ihre ersten Teams in einer höheren Liga antreten. Sollte die erste Mannschaft eines Klubs absteigen, steigt die zweite Mannschaft dieses Teams automatisch ab, wenn sie sich in der unmittelbar darunter liegenden Liga befindet.